# Nehemiah Green
Nehemiah Green, född 8 mars 1837 i Hardin County, Ohio, död 12 januari 1890 i Manhattan, Kansas, var en amerikansk republikansk politiker och präst. Han var Kansas guvernör 1868–1869.
Green studerade vid Ohio Wesleyan University och var sedan verksam som metodistpräst. Han deltog i amerikanska inbördeskriget i nordstaternas armé. Green var Kansas viceguvernör 1867–1868.
Green efterträdde 1868 Samuel J. Crawford som guvernör och efterträddes 1869 av James M. Harvey.
Green avled 1890 och gravsattes på Sunset Cemetery i Manhattan.